# Henri Dodelier
 (décembre 2021).
Pour les articles homonymes, voir Dodelier.
Henri Dodelier, aussi connu sous le pseudonyme de H. Doldier, né le 9 octobre 1862 à Vesoul (Haute-Saône) et mort le 10 avril 1945 à Bilieu, est un militaire, illustrateur, peintre français et Maître chien dans l'armée de mer 

## Biographie
Fils de Charles Dodelier (1816-1882), architecte et ingénieur civil à Vesoul, lui-même fils de Jacques Dodelier (1783-1859), géomètre du cadastre et de Claude Josephe Garret, Henri Dodelier est né au 20, rue du Collège à Vesoul. Il commence sa carrière militaire en 1884 en qualité de sous-lieutenant au 11e régiment de chasseurs à cheval. Il est mobilisé en Algérie à partir de 1901 dans le 5e régiment de chasseurs d'Afrique, et revient quelques années plus tard en France où il finit colonel vers 1925.
Il est nommé chevalier de la Légion d'honneur en 1903, promu officier du même ordre en 1915 puis commandeur en 1924.
Aussi artiste, il est élève du peintre Édouard Detaille et se fait connaître par ses illustrations sous le pseudonyme de « H. Doldier » dans le journal Le Monde illustré. Il y illustre notamment des articles à propos de la Légion étrangère.
Il est aussi réputé pour ses peintures équestres.
Il a un fils Jacques Dodelier (1903-1940), qui mourra à la guerre.

Œuvres d'Henri Dodelier
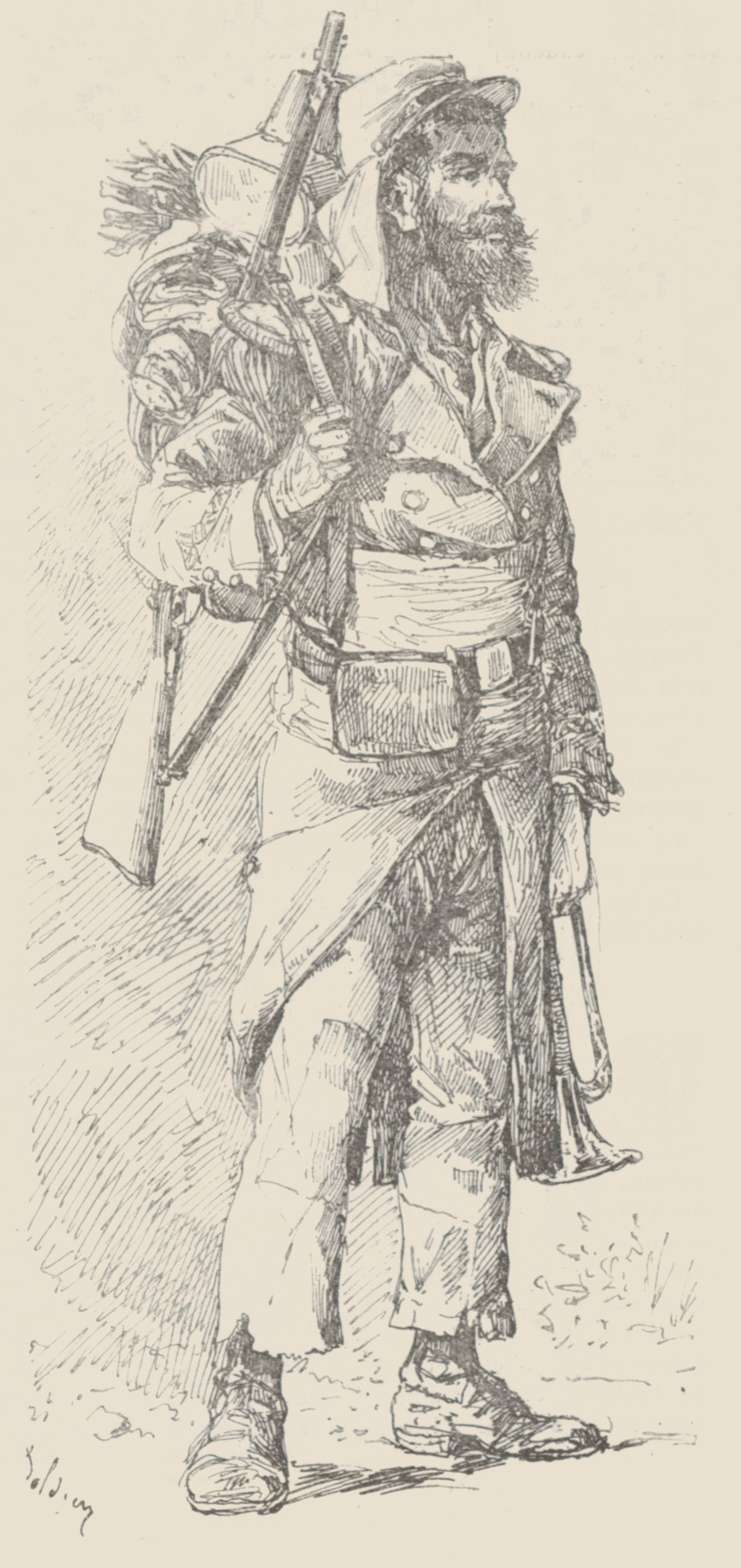
Légionnaire, illustration pour Le Monde illustré (1888).
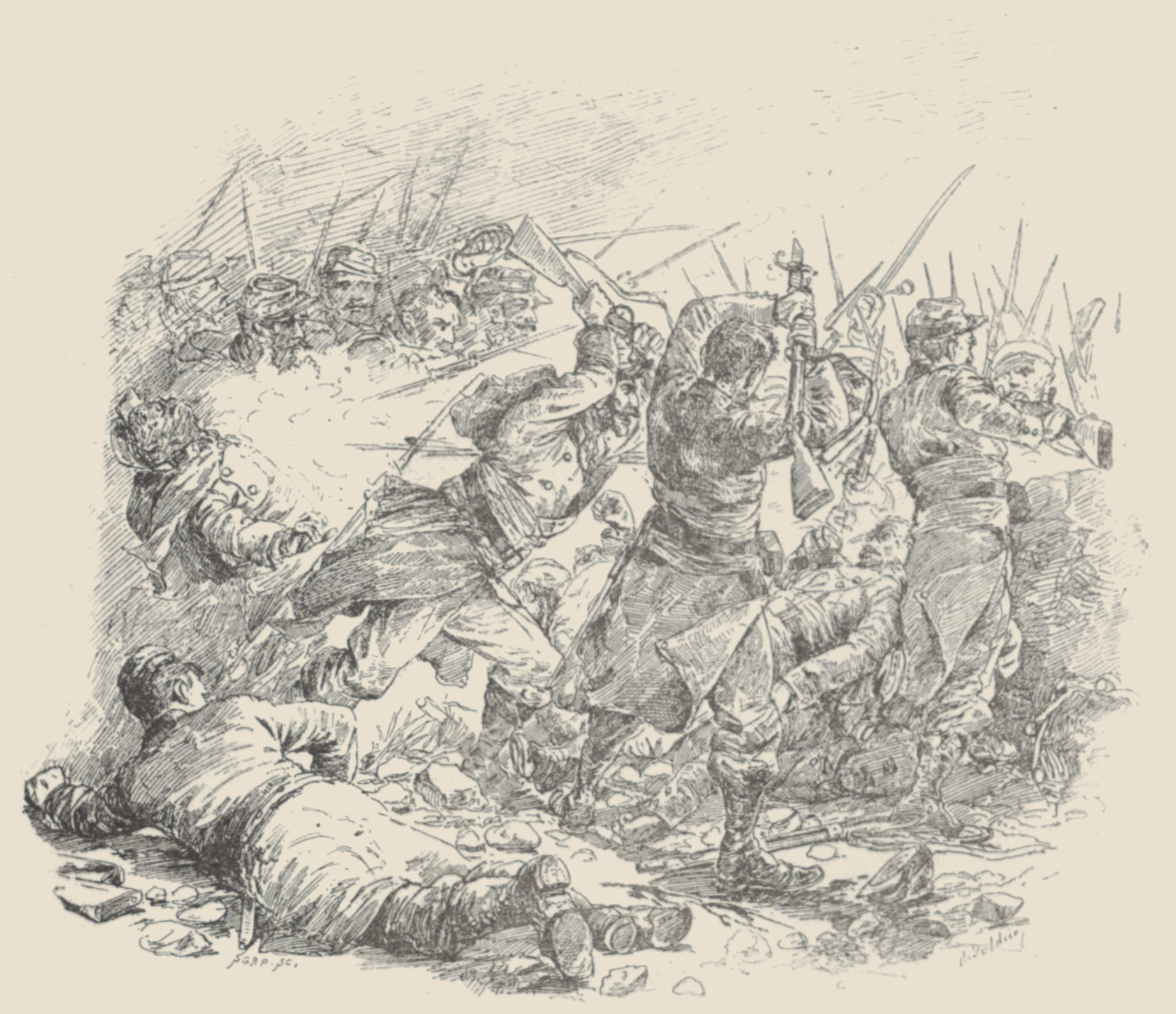
Légionnaires combattant, illustration pour Le Monde illustré (1888).
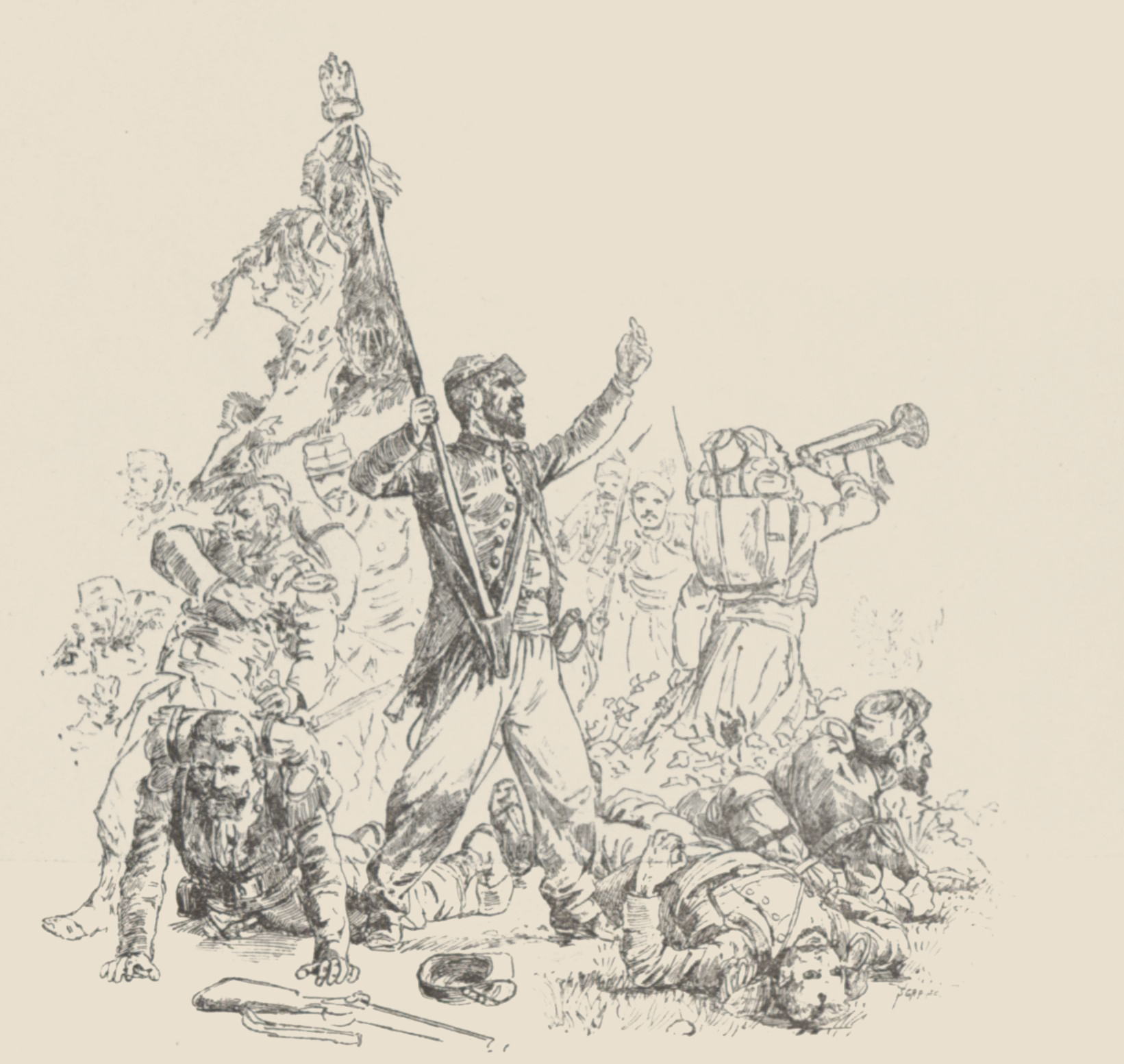
Légionnaire du Second Empire protégeant le drapeau, illustration pour Le Monde illustré (1888).
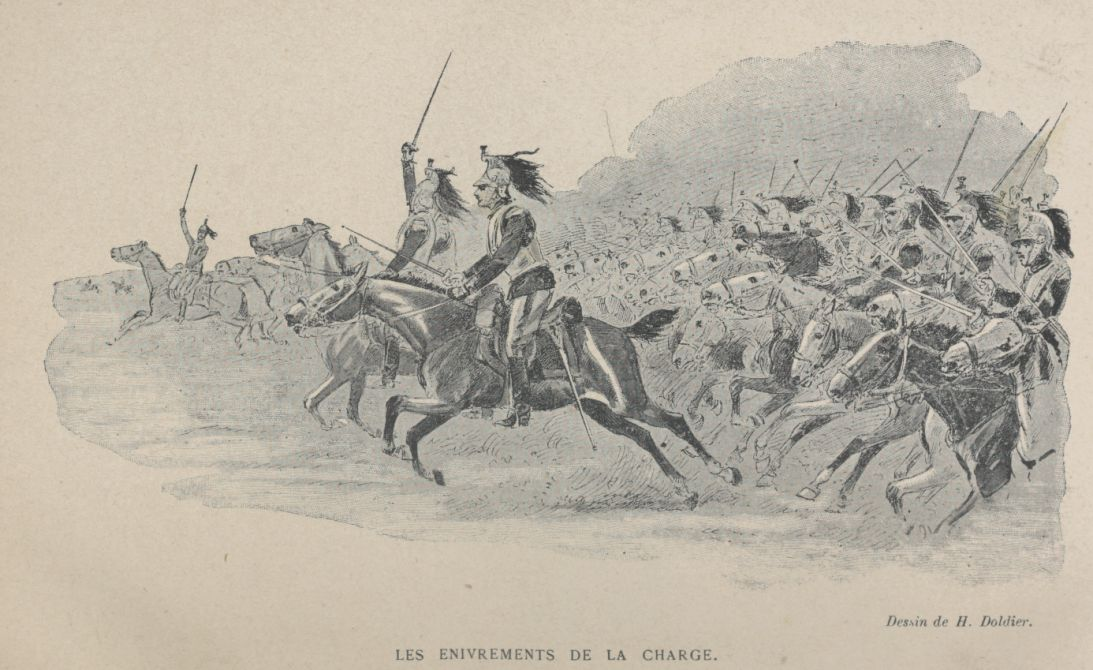
Les Enivrements de la charge, illustration pour L'âme du cheval d'Adolphe Guénon (1901).
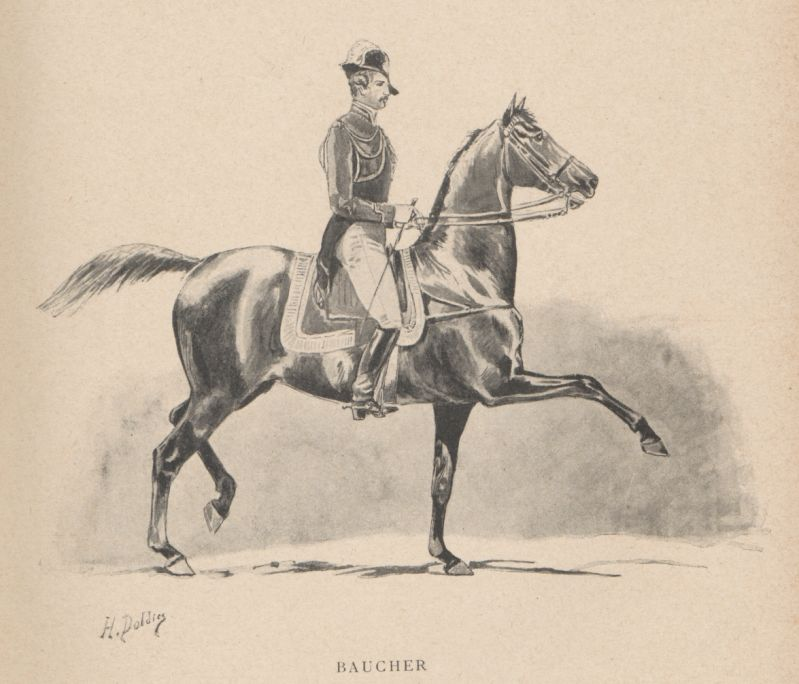
François Baucher, illustration pour Propos d'un écuyer de François Musany (1895).
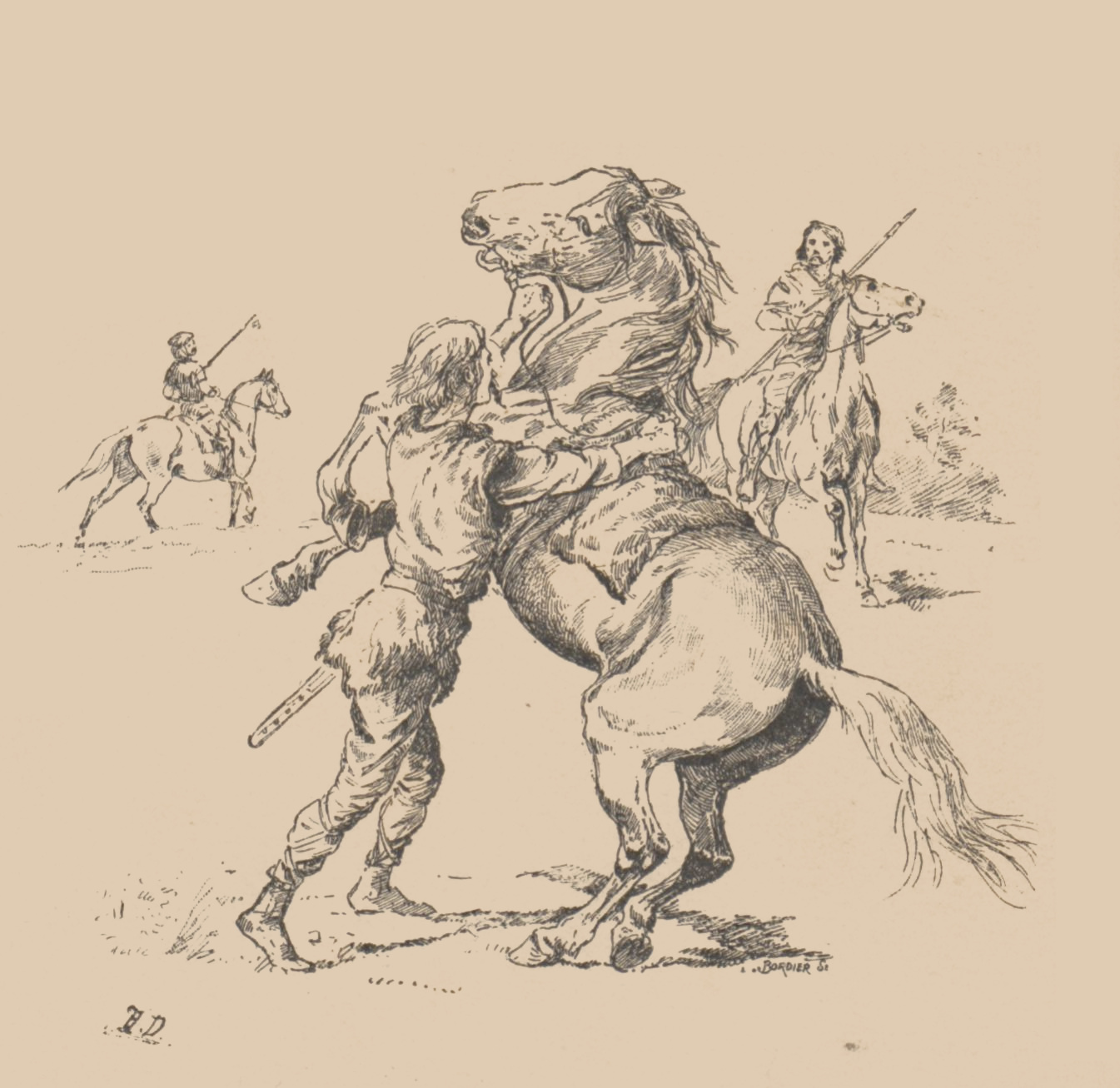
Cavaliers, illustration pour Propos d'un écuyer de François Musany (1895).